# George Ritzer

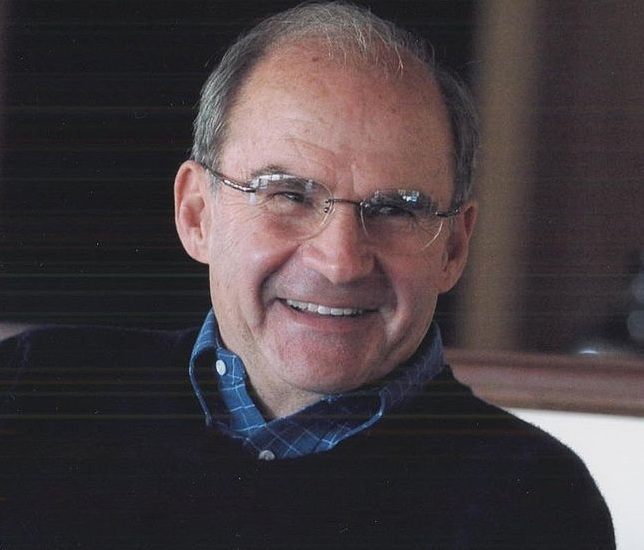
George Ritzer

George Ritzer (* 1940) ist US-amerikanischer Professor der Soziologie an der Collegepark Universität von Maryland. 

## Leben
Er hat ausgiebige Monographien, Lehrbücher für Studenten, Überprüfungen usw. herausgegeben. Er ist bekannt für seine McDonaldisierungs-These, nach der die Arbeit in Fastfood-Restaurants exemplarisch für die Entwicklung der Gesellschaft insgesamt sein soll.

## Schriften (Auswahl)
- The McDonaldization of Society. 3. Auflage 2000; erstmals herausgegeben 1993, ISBN 0761986286. Das Buch ist in 16 Sprachen übersetzt worden.
- The McDonaldization Thesis: Explorations and Extensions. 1998, ISBN 0761955402. Hier wendet Ritzer seine These auf verschiedene Bereiche wie den Tourismus („den Post-Tourismus“, „McDisneyization“) oder die Universität („McUniversity“) an.
- McDonaldization: The Reader. 2002, ISBN 0761987673.
- Die Globalisierung des Nichts. 2005, (Orig. 2004) ISBN 3-89669-536-3.